# Michał Benesch
Michał Jan Benesch (ur. 28 sierpnia 1899 w Bochni, zm. wiosną 1940 w Katyniu) – porucznik łączności Wojska Polskiego, ofiara zbrodni katyńskiej.

## Życiorys
Urodził się w rodzinie Izydora i Heleny z Maślaków. Uczestnik wojny z bolszewikami 1920. Służył w Szefostwie Łączności DOK V, a następnie w 5 batalionie telegraficznym w Krakowie na stanowisku dowódcy plutonu. Absolwent absolwent Wydziału Prawa i Administracji Uniwersytetu Jagiellońskiego. W 1932 uzyskał tytuł magistra. Absolwent Szkoły Podchorążych dla Podoficerów w Bydgoszczy. 4 sierpnia 1934 Prezydent RP Ignacy Mościcki mianował go podporucznikiem ze starszeństwem z 1 sierpnia 1934 i 1. lokatą w korpusie oficerów łączności, a minister spraw wojskowych wcielił do Pułku Radiotelegraficznego w Warszawie. Na stopień porucznika został mianowany ze starszeństwem z dniem 19 marca 1937 i 39. lokatą w korpusie oficerów łączności. W marcu 1939 w dalszym ciągu pełnił służbę w Pułku Radiotelegraficznym na stanowisku zastępcy oficera mobilizacyjnego.
W czasie kampanii wrześniowej 1939, po agresji ZSRR na Polskę, wzięty do niewoli radzieckiej 18 września w Łucku na Wołyniu. Początkowo osadzony w obozie przejściowym w Szepetówce (stan na 29 września 1929), następnie przewieziony 7 października 1939 do putywulskiego obozu jenieckiego. 1 listopada 1939 wysłany do obozu jenieckiego w Kozielsku, dokąd dotarł 3 listopada. 22 kwietnia 1940 przekazany do dyspozycji naczelnika smoleńskiego obwodu NKWD – lista wywózkowa 040/1 poz. 66, nr akt 3240 z 20 kwietnia 1940. Został zamordowany między 23 a 24 kwietnia 1940 przez NKWD w lesie katyńskim i tam pogrzebany w bezimiennej mogile zbiorowej, gdzie od 28 lipca 2000 mieści się oficjalnie Polski Cmentarz Wojenny w Katyniu. W miejscu tym prowadzone były ekshumacje i prace archeologiczne. W 1943 został zidentyfikowany podczas ekshumacji dokonanej przez Niemców pod numerem 2595, zapis w dzienniku ekshumacji pod datą 20 maja 1943. Przy jego szczątkach zgodnie z niemieckim zapisem znaleziono legitymację PCK. Figuruje na liście Komisji Technicznej PCK pod numerem: GARF-97-02595. Według tej listy znaleziono: "wyciąg z metryki, pismo z pułku radiowego, legitymację członka PCK, kartki pocztowe, listę nazwisk, kalendarzyk". Ponadto jego nazwisko znajduje się na liście ofiar opublikowanej 26 czerwca 1943 w Gońcu Krakowskim nr 146 i w Nowym Kurierze Warszawskim nr 150 z 1943. W Archiwum Robla (pakiet 02595) znajduje się kopia kalendarzyka z zapiskami znalezionego przy szczątkach Benescha.
Był żonaty z Heleną z Nizińskich, miał syna Ryszarda oraz córki Marię i Irenę.

## Upamiętnienie
5 października 2007 minister obrony narodowej Aleksander Szczygło mianował go pośmiertnie na stopień kapitana. Awans został ogłoszony 9 listopada 2007 w Warszawie, w trakcie uroczystości „Katyń Pamiętamy – Uczcijmy Pamięć Bohaterów”.
30 sierpnia 2009, w ramach akcji „Katyń... pamiętamy” / „Katyń... Ocalić od zapomnienia”, został uhonorowany poprzez posadzenie „Dębu Pamięci” w Więckowicach na terenie DPS. Gościem honorowym była córka Jana Benescha, Maria Jasińska z rodziną.
12 kwietnia 2012 jego nazwisko zostało uwiecznione na tablicy umieszczonej na obelisku znajdującym się na poboczu ulicy Ofiar Katynia w Bochni.

## Ordery i odznaczenia
- Krzyż Walecznych[25]
- Brązowy Krzyż Zasługi[25]
- Medal Pamiątkowy za Wojnę 1918-1921 „Polska Swemu Obrońcy”[26]
- Medal Dziesięciolecia Odzyskanej Niepodległości[26]